# Driophlox
Genre
Driophlox est un genre d'oiseaux de la famille des Cardinalidae.

## Liste d'espèces
Selon la classification de référence du Congrès ornithologique international (15.1, 2025) (ordre phylogénique) :
- Driophlox fuscicauda (Cabanis, 1861) – Habia à gorge rouge
- Driophlox atrimaxillaris (Dwight & Griscom, 1924) – Habia à joues noires
- Driophlox gutturalis (Sclater, 1854) – Habia fuligineux
- Driophlox cristata (Lawrence, 1875) – Habia à crête rouge

## Systématique
Le genre Driophlox a été créé en 2024 par Scott (d), Chesser (d), Unitt (d) & Burns (d).

### Publication originale
- (en) Benjamin F. Scott, Robert T. Chesser, Philip Unitt et Kevin J. Burns, « Driophlox, a new genus of cardinalid (Aves: Passeriformes: Cardinalidae) », Zootaxa, Auckland, vol. 5406, no 3,‎ 7 février 2024, p. 497-500 (ISSN 1175-5326, e-ISSN 1175-5334, DOI 10.11646/zootaxa.5406.3.11)